# Dejavu (album Biondo)
Dejavu è l'album di debutto del rapper italiano Biondo, pubblicato il 1º giugno 2018 su etichetta discografica Sony Music.

## Tracce
1. Bon voyage – 2:22
2. Dejavu – 2:26
3. Quattro mura – 2:59
4. La mia ex chiama – 3:27
5. Roof Garden – 2:33
6. Beverly – 2:39
7. Come un film – 3:10
8. Chardonnay – 1:05

## Classifiche
| Classifica (2018) | Posizione massima |
| ----------------- | ----------------- |
| Italia            | 2                 |